# Bittor Alkiza
Bittor Alkiza est un footballeur international espagnol né le 26 octobre 1970 à Saint-Sébastien. Il est actuellement entraîneur adjoint au CA Osasuna.

## Palmarès
- 3 sélections et 1 but avec  Espagne en 1998.